# Monaster Trójcy Świętej w Zieleńcu
Monaster Trójcy Świętej – prawosławny męski klasztor w Zielencu, w obwodzie leningradzkim, w jurysdykcji eparchii tichwińskiej Rosyjskiego Kościoła Prawosławnego.
Powstanie klasztoru jest związane z działalnością świętego mnicha Martyriusza, który osiedlił się na miejscu, gdzie powstał następnie monaster i w 1570 był już ihumenem wspólnoty. W latach 1612–1613, tj. dziesięć lat po śmierci założyciela, klasztor został spalony przez Szwedów i przez kilka dziesięcioleci był całkowicie zniszczony. Klasztor reaktywowano w ostatnich dekadach XVII w. W latach 80. XVII w. z polecenia metropolity nowogrodzkiego Korneliusza, który rozpoczynał życie mnisze w monasterze w Zieleńcu, klasztor rozbudowano. Powstał wówczas główny sobór pod wezwaniem Trójcy Świętej i inne murowane budynki. 
W 1765 na monaster napadli staroobrzędowcy. Okupowali oni jego obiekty przez kilka tygodni, obrabowali klasztor z cennych ikon i ksiąg, podpalili budynki i przepędzili mnichów. Wreszcie część napastników, filiponów, postanowiła popełnić samobójstwo przez samospalenie. Pozostali opuścili zdewastowany klasztor. W 1771 wspólnota została zakwalifikowana do grupy monasterów III klasy i przeniesiona pod jurysdykcję eparchii petersburskiej i ładoskiej. W latach 1815–1834 i ponownie na początku XX w. klasztor był remontowany. Na początku XX w. wspólnota była właścicielem 19 277 dziesięcin ziemi, dysponowała majątkiem 130 tys. rubli i otrzymywała roczną dotację państwową w wysokości 669 rubli i 55 kopiejek.
Po rewolucji październikowej monaster zlikwidowano. Jego cerkwie jeszcze do 1932 były czynne. Następnie obiekty klasztorne przeznaczono na inne cele, w tym na dom dla inwalidów. W 1979 zaprzestano użytkowania budynków również na świeckie cele i dawne zabudowania monasterskie całkowicie porzucono. Zrujnowany kompleks zwrócono w 1992 Rosyjskiemu Kościołowi Prawosławnemu, który reaktywował wspólnotę. Jej pierwszym przełożonym został hieromnich Sergiusz (Bułatnikow).